# Massacro di Ip
Il massacro di Ip si verificò nelle prime ore del 14 settembre 1940 in seguito a un'esplosione accidentale dove morirono due soldati ungheresi. Si sparse la voce che fossero stati uccisi dai romeni e successivamente ad un altro incidente, l'esercito reale ungherese, influenzato dalle stesse voci, massacrò indiscriminatamente circa 150 romeni.

## Contesto storico
Dopo il Secondo arbitrato di Vienna del 30 agosto 1940 la Transilvania nordoccidentale tornò a far parte dell'Ungheria. L'area ceduta dalla Romania comprendeva la parte nordoccidentale dell'omonima regione e le terre dei Siculi: furono completamente alienate otto delle 23 contee della Transilvania facenti parte della Romania nel periodo tra le due guerre mentre altre tre furono divise.
Il 7 settembre 1940 la Seconda Armata ungherese arrivò a Ip, poco dopo essere pronti a ripartire esplosero alcune granate per cui morirono due soldati: si stabilì che la causa dell'incidente fu dovuta alla negligenza nella custodia delle granate, ma si diffuse rapidamente la voce che si trattasse di un'azione intenzionale. L'8 settembre 1940 la Seconda Armata entrò nella città di Zalău. Il 13 settembre, il comandante militare del distretto di Szilágysomlyó fu informato che alcuni gruppi armati romeni stavano saccheggiando i villaggi vicini.
Secondo il rapporto, il numero di romeni coinvolti fu compreso tra 80 e 100 persone e, sulla base di questo rapporto, il 32º reggimento di stanza a Zilah fu incaricato delle indagini. Quando arrivarono a Szilágynagyfalu furono informati della morte dei due soldati e, per rappresaglia, fecero irruzione lo stesso giorno. Dopo la ricognizione furono trovate 18 persone sospette.
Secondo i rapporti ufficiali, 16 persone furono giustiziate per i loro tentativi di diserzione. Durante la notte, le truppe ungheresi alloggiate nella scuola locale furono colpite con una mitragliatrice intorno alle ore 03:00. Alcuni testimoni affermarono che i colpi furono sparati da un appartamento del centro e che furono catturate cinque persone armate di mitragliatrici. Per rappresaglia furono uccisi tra 152 e 158 romeni, il comandante delle truppe ungheresi, tenente Zoltán Vasváry, fu responsabile del massacro dei civili. Secondo alcune fonti l'esercito ungherese fu aiutato dai locali.
I soldati cercarono casa per casa, sparando indiscriminatamente. Il 14 settembre rimase uccisa una persona a Cehei, nelle vicine foreste di Felsőkaznacs (Cosniciu de Sus) e Szilágcseres (Cerișa) morirono altre 55 persone. Secondo altre fonti, la zona più colpita fu Sălaj, dove furono massacrati 477 romeni.
Il 14 settembre, per ordine del tenente Vasvári, nel cimitero del villaggio fu scavata una fossa lunga 24 metri e larga 4, i cadaveri delle persone uccise nel massacro furono sepolti testa a testa disposti su due file, senza alcuna cerimonia religiosa.

## Il processo
I fatti furono accertati con decisione del Tribunale popolare della Transilvania settentrionale, con sede a Cluj e presieduta dal giudice Nicolae Matei, con sentenza del 13 marzo 1946. Le sentenze del Tribunale furono le seguenti:
- Il tenente colonnello Carol Lehotcsky, comandante militare del distretto di Șimleu Silvaniei, fu giudicato colpevole di aver ordinato le rappresaglie contro gli abitanti romeni di Ip e dei villaggi vicini.
- Ștefan Farago, proprietario terriero di Ip e comandante di una milizia locale, fu condannato per aver indotto Lehotcsky a ordinare tali misure repressive. Si scoprì che anche Adalbert Ujhaly aveva partecipato a questo incitamento, ma morì prima del processo.
- Il tenente Vasváry fu giudicato colpevole di aver comandato l'unità che effettuò materialmente il massacro.
- Quindici persone del posto (Nicolae Bereș, Sigismund P. Bereș, Francisc Borzási, Vasile K. Dereș, Biro Emeric Jr., Biro Emeric Sr., Alexandru Csepe, Francisc I. Csepei, Sigismund Csepei, Paul B. Fazekas, Alexandru Kisfaluși, Bálint Kisfaluși, Arpád Ösz, Ștefan Pinces e Mihai Soos) furono giudicate colpevoli di aver collaborato con i soldati ungheresi nel perpetrare il massacro.